# São Gabriel da Palha
São Gabriel da Palha est une municipalité brésilienne située dans l'État de l'Espirito Santo.